# Smotrim
Smotrim（俄语：Смотрим）是全俄国家电视广播公司于2020年11月1日创立的俄罗斯多媒体在线平台 。
该平台提供VGTRK的全国性电视频道与广播频道——俄罗斯-1 、俄罗斯24 、俄罗斯-K、VGTRK在俄罗斯的79间支局的地方节目， 俄罗斯、灯塔、Vesti FM、文化和青少年电台 。该平台提供新闻节目、政论节目、连续剧、电影、播客、卡通、幽默、音乐会、表演、纪录片、教育节目、娱乐节目以及二十余套俄罗斯电视台及广播电台节目直播。该网站亦提供俄罗斯-2（2015年停播）的节目存档。

## 历史
域名smotrim.ru早在2006年就已注册，惟此域名直至2020年夏天才被获准用于开展在线出版业务 。
2020年10月，全俄国家电视广播公司宣布创立自己的媒体平台，该平台将汇集VGTRK的所有内容.
该服务将成为公司独特的内容资源聚合平台。SMOTRIM.RU将收集任何在全俄国家电视广播公司所属频道播出的所有内容：各地新闻、分析节目、喜爱的电影和系列、首播节目、独家新闻等。这是一个对用户友好的VGTRK内容媒体空间，它不断更新且易于查找。—全俄国家电视广播公司
2020年11月1日，全俄国家电视广播公司推出Smotrim媒体平台、移动设备网站和应用程序。公司高管谈到数百万用户的“革命性突破”、“便利性”和“可靠性”。在官方介绍中，全俄国家电视广播公司副总经理安东·兹拉托波尔斯基称他们“为新的数字平台上工作多时，并进行极度详细的工作，进行测试，组织专门小组。”据《每日电信》的丹尼斯·库斯科夫称，开发和推出Smotrim的成本预计达数千万卢布。
2020年12月，俄罗斯-1和俄罗斯-K两套节目网站和我的星球（Моя планета）应用程序中原有视频、新闻和广播内容全部迁移至Smotrim平台。
2021年3月14日，全俄国家电视广播公司于俄罗斯-1频道宣布Smotrim的用户数已突破一百万。
2021年3月，该平台开始提供VGTRK精选纪录片，惟部分作品受YouTube限制（例如《克里米亚——通往祖国之路》（作者 - 安德烈·康德拉绍夫）《别斯兰》（作者 - 亚历山大·罗加特金）《热热夫——500日大火》《伟大的未知战争》《慕尼黑协定——地狱的邀请》《潘菲洛维特人——传说与真实》《艾兰库尔迪之地》《伟大的俄罗斯革命》《解密华沙条约》《Volyn-43——荣耀归于乌克兰》《墨索里尼——日落》）。

## 功能性
该应用程序提供国际新闻及本地新闻。
用户可以在本平台收视曾在全俄国家电视广播公司电视频道上播放过的影剧（含独家内容）。该服务的“广播”板块包含全俄国家电视广播公司的部分主要频道和广播电台的直播信号。由于全俄国家电视广播公司是“Vitrina TV”服务的创始人之一，部分非VGTRK系电视频道亦可在本平台收视。
除上述内容外，用户亦可在应用程序收视各类直播（多为政治内容）。
用户注册后可以免费使用该网站的所有功能。

## 可用性
该平台通过smotrim.ru、基于iOS和Android操作系统的手机软件以及三星和LG智能电视提供服务。
2021年，Smotrim平台被列入俄罗斯智能电视预装软件列表（当年4月1日起生效） 。
2021年4月1日，Smotrim平台在Apple TV以及基于Android TV的电视和媒体播放器上架，在Apple TV上，该应用程序提供原俄罗斯-1应用程序的内容。

## 批评
在2020年欧洲足球锦标赛期间，该平台因持有决赛在内的锦标赛半数比赛的独家转播权招致用户批评。与第一频道和竞赛电视台不同，因法律规定VGTRK的版权内容不能与网络同步播出，俄罗斯-1的观众只能在Smotrim平台收视赛事。同时，Smotrim的服务器无法承受热门赛事流量负荷（例如俄罗斯国家队对阵比利时的首场或意大利-英格兰决赛）。这样的技术问题在社交网络上引发批评，他们表示收视冠军主要比赛的机会遭到剥夺。反过来，全俄国家电视广播公司并未回复记者的采访请求。
问题在Smotrim转播俄罗斯队在对阵比利时的首场比赛时首现。直播在比赛开始后10分钟断讯（直到上半场结束后，手机应用程序或浏览器的信号才恢复，惟恢复后仍存在问题）。类似情况在Smotrim的其他转播中也出现过（尤其是意大利-西班牙的半决赛及决赛）。
平台上线初期，全俄国家电视广播公司的领导就承诺将提供全天候技术支持。尽管观众反应激烈，但全俄国家电视广播公司在公开场合没有对这种情况做出任何反应。全俄国家电视广播公司新闻处在回应媒体询问时表示，他们了解球迷的反应，“总的来说情况不愉快”，但未给出其他答复。